# 洲崎パラダイス赤信号
『洲崎パラダイス 赤信号』（すさきパラダイス あかしんごう）は、1956年の日本映画である。モノクロ、スタンダードサイズ、映倫番号:2326。
芝木好子の小説『洲崎パラダイス』の映画化。東京都江東区にあった赤線地帯、「洲崎」の末期を実際のロケーション撮影で描いた作品。監督の川島雄三自身はこの作品をかなり気に入っていたようで、キネマ旬報の監督が自作を語る記事で高い評価をつけている。

## あらすじ
売春防止法施行直前の東京。義治（よしじ）と蔦枝（つたえ）の夫妻は、故郷を駆け落ち同然に飛び出して以来、生活の安定がままならず、東京じゅうをさまよって暮らしていた。所持金が残り60円になったある日、蔦枝は、勝鬨橋でバスに飛び乗った。追いかけてバスに乗った義治に何も言わず、蔦枝は「洲崎弁天町」のバス停で降りた。洲崎川を挟んだすぐ先は赤線地帯「洲崎パラダイス」であった。蔦枝はかつて洲崎で娼婦をしていた過去があり、義治は「橋を渡ったら、昔のおまえに逆戻りじゃないか」と蔦枝の身を案じた。
蔦枝と義治は、赤線の「外側」の洲崎橋のたもとにある居酒屋兼貸しボート屋「千草」に入った。「千草」の女主人・お徳は、女手ひとつで幼い息子ふたりを育てている事情のために住み込み店員を求めており、蔦枝はその晩から仕事を始めた。翌日、義治はその近くのそば屋「だまされ屋」で住み込みの仕事を得た。
蔦枝は人あしらいのうまさで、赤線を行き帰りする寄り道客の人気をつかみ、やがて神田（秋葉原）の成金ラジオ商・落合に気に入られて、和服やアパートを与えられるようになり、いつの間にか「千草」から去った。義治は怒りのあまり、歩いて神田へ出向くも、不慣れな地理や暑さと空腹のために落合と会えずじまいとなった。
そんな中、洲崎の女とともに行方をくらませていたお徳の夫・伝七が姿を現した。お徳は何も言わず伝七を家に招き入れた。
数日後、蔦枝は落合のアパートを引き払い、洲崎に戻ってきた。蔦枝は「千草」をたずね、お徳に「義治と一緒にいたときは、落合の（ラジオ配達の）スクーターの音がすると、どんなにクサクサしててもパーッと気分が晴れたの。ところが落合と一緒になってみると、そば屋の出前持ちが通るたび、みんな義治に見えちゃうの」とあっけらかんと話した。それを聞いたお徳は、「義治をいずれ『だまされ屋』の同僚店員・玉子と一緒にさせたい」という考えを蔦枝に明かした。蔦枝は「千草」を飛び出し、「だまされ屋」に向かった。
お徳は義治と蔦枝を会わせないように計らい、出前帰りの義治を日暮れまで「千草」に釘付けにした。伝七は店に帰る義治に付き合って外出し、「遅まきながら、なんとかいい親父になろうと思っている」と心境の変化を吐露し、途中で別れた。
いつまで経っても「だまされ屋」に戻らない義治を探し、洲崎を歩き回る蔦枝は、「千草」の常連客で顔馴染みの信夫と洲崎橋で出会った。信夫は、ある女を足抜けさせるために毎晩赤線に通っていたが、その女が消えたことを話した。蔦枝は慰めるつもりで「吉原か鳩の街で、今頃誰かといいことしてるわよ。それより私と……」と話しかけるが、「売春防止法なんかできたって、どうにもなりはしないんだ」と叫ぶ信夫に平手打ちを食わされた。
義治が「だまされ屋」に戻ると、玉子が「蔦枝さんがさっきまで待っていた」と告げた。義治は仕事を放り出し、雨の中を傘も持たずに飛び出した。
その後、パトカーがサイレンを鳴らし、神社に急行していくのが見えた。玉子は通りにいた誰かが「人殺しだ」と叫ぶのを聞き、不安を覚え、神社に向かった。現場には野次馬に交じって義治とお徳がいた。殺されていたのは伝七で、犯人は伝七と長く付き合っていた女だった。女が連行されていくと、お徳は泣き崩れた。そこへ蔦枝が現れた。義治と蔦枝はお互いを見つめ合い、何かを決意し合った。
義治と蔦枝はふたたび勝鬨橋にいた。義治は行き先を告げずに蔦枝の手を引き、バスに乗り込んだ。

## キャスト
- 蔦枝 - 新珠三千代
- お徳（千草の女主人） - 轟夕起子
- 落合（ラジオ店の店主） - 河津清三郎
- 義治 - 三橋達也
- 玉子（そば屋の女店員） - 芦川いづみ
- 信夫（トラック運転手） - 牧真介
- 女中志願の女 - 桂典子
- 廓の女（四十女） - 田中筆子
- 伝七（お徳の夫） - 植村謙二郎
- そば屋の主人 - 冬木京三
- 三吉（そば屋の店員） - 小澤昭一
- 大工風の男 - 山田禅二
- 廓の女 - 菊野明子
- 伝七の女 - 隅田恵子
- 初江 - 津田朝子
- すし屋の主人 - 小泉郁之助
- 警官A - 阪井一郎
- 警官B - 里実
- ラジオ店の店員 - 加藤義朗
- ボートの男 - 紀原耕
- 氷屋 - 青木富夫
- 弁天座の歌手 - 谷和子
- すし屋の小女 - 宮地正美
- 隣りのお内儀 - 芝あをみ
- 娼婦A - 鈴木俊子
- 娼婦B - 久場礼子
- 娼婦C - 森みどり
- バスの車掌 - 加藤温子
- 日雇労務者 - 村田寿男、吉田勇男、椿とみ
- 刺青の男 - 宇部信吉
- 連れの女 - 鈴川節子
- 和男（お徳と伝七の息子） - 平沼徹
- 俊男（お徳と伝七の息子） - 松本薫（劇団N.B.K）
- 客 - 河上信夫

## スタッフ
- 監督 - 川島雄三
- 製作 - 坂上静翁
- 原作 - 芝木好子『洲崎パラダイス』
- 脚本 - 井手俊郎、寺田信義
- 撮影 - 高村倉太郎
- 照明 - 大西美津男
- 録音 - 橋本文雄
- 美術 - 中村公彦
- 音楽 - 眞鍋理一郎
- 編集 - 中村正
- 助監督 - 今村昌平
- 製作主任 - 林本博佳
- 挿入歌 - 由利夏江『赤い灯よさよなら』（作詞：佐伯孝夫 作曲：渡久地政信）、平井照夫『洲崎悲歌（すさきエレジー）』（作詞：松尾昭典 作曲：城多野卓郎）